# Третья волна (издательство)

Юбилей издательства «Третья волна» в Гос. Литературном Музее. Москва, март 1997. Слева напр.: Генрих Сапгир, Валерия Нарбикова, Лев Аннинский, тех. сотр. изд-ва, Александр Глезер, Анатолий Кудрявицкий

Третья волна — русское эмигрантское издательство, с середины 1970-х до конца 1990-х выпускавшее книги многих мастеров русской литературы, а также литературные периодические издания.

## Третья волна на Западе

### Парижские годы
Издательство «Третья волна» было основано в 1976 году при «Музее современного искусства в изгнании» в замке Монжерон около Парижа. Владелец и главный редактор издательства — коллекционер живописи, поэт, публицист Александр Глезер, известен также как организатор неформальных выставок в Москве. В 1974 году он участвовал в организации «Бульдозерной выставки» в Москве, после чего был вынужден эмигрировать, и поселился во Франции. Название издательства, как и название одноимённого альманаха, означает, что они созданы представителями третьей волны эмиграции. Альманах «Третья волна» начал выходить в издательстве в 1976 году.

### Нью-йоркские годы
В 1980 г. Глезер вместе с собранием работ переехал в Джерси-Сити, Нью-Джерси, США (город-спутник Нью-Йорка), и вместе с ним переехало издательство. На титульных листах продолжавшего выходить одноимённого альманаха, а также и всех книг, выходящих в издательстве «Третья волна», значится «Париж—Нью-Йорк», что подчеркивает опору на творческие силы этих «столиц» русской эмиграции. Среди авторов издательства были в те годы Владимир Максимов, Владимир Войнович, Георгий Владимов и др. Совместно с парижским издательством Рене Герра «Альбатрос» «Третья волна» выпустила книгу Юрия Терапиано «Литературная жизнь русского Парижа за полвека (1924—1974): эссе, воспоминания, статьи». Примерно в те же годы издательство выпустило также две антологии: «Русские поэты на Западе» (сост. Александр Глезер и Сергей Петрунис, 1986) и «Русские художники на Западе». В 1984 году в издательстве начал выходить литературный журнал «Стрелец».

## Третья волна в Москве
В начале 1992 г. издательство «Третья волна» перебазировалось в Москву, где продолжал выходить журнал «Стрелец», а в течение некоторого времени публиковался и еженедельник «Русский курьер». Все книги издательства были теперь объединены в серии: «Библиотека поэзии и прозы „Стрельца“», «Библиотека новой русской поэзии, новой русской прозы, нового искусства и воспоминаний».
В издательстве в эти годы выходили книги Иосифа Бродского, Генриха Сапгира, Игоря Холина, Владимира Уфлянда, Валерии Нарбиковой, Виктора Ерофеева, Феликса Розинера, Евгения Рейна, Анатолия Кудрявицкого, Сергея Юрьенена, Аси Шнейдерман и других авторов.
В конце 1990-х деятельность издательства в России постепенно сворачивается. В 1999 прекращается выпуск журнала «Стрелец». Александр Глезер сосредотачивает свою деятельность исключительно на организации выставок русского искусства под эгидой возглавляемого им Центра Современной Русской Культуры в Джерси-Сити, США.
За 24 года своего существования издательство «Третья волна» выпустило около 60 книг, 19 номеров альманаха «Третья волна» (в 1976—1986 гг.) и более 80 номеров журнала «Стрелец» (с 1984 по 1999 гг.). Деятельность издательства всегда отличал интерес к авангардной литературе. «Третья волна» ввела в литературный обиход много интересных авторов, чьи произведения до сих пор вызывают интерес широких читательских масс как в России, так и за рубежом.